# Quante volte... ho contato le stelle
(Stelle)
Quante volte... ho contato le stelle è l'undicesimo album di Mia Martini, pubblicato il 17 settembre 1982 su etichetta DDD.

## Il disco
Un disco contenente brani scritti da Mogol, Gianni Bella, Riccardo Cocciante, Mimmo Cavallo e Maurizio Piccoli. Mia Martini firma l'intimista Stelle e il testo della splendida Quante volte, su musica di Shel Shapiro, che dell'album è anche produttore e arrangiatore.
Il brano Vecchio sole di pietra rappresenta un'eccezione poiché è stato firmato da Mia Martini per il testo e da Ivano Fossati per la musica. Infatti il cantautore genovese ha sempre per lo più composto interamente sia i testi sia le musiche delle sue canzoni.
L'album vende più di cinquantamila copie.

## Tracce
1. Quante volte – 4:15 (testo: Mia Martini – musica: Shel Shapiro)
2. Nuova gente – 4:30 (testo: Mogol – musica: Gianni Bella)
3. Io appartengo a te – 3:28 (Mia Martini)
4. Bambolina – 4:23 (testo: Mia Martini – musica: Shel Shapiro)
5. Guarirò guarirò – 4:05 (Mimmo Cavallo)
6. Stelle – 4:57 (Mia Martini)
7. Vecchio sole di pietra – 4:45 (testo: Mia Martini – musica: Ivano Fossati)
8. Solo noi – 4:29 (Maurizio Piccoli)
9. L'equilibrista – 3:28 (Riccardo Cocciante)

Durata totale: 38:20

## Le canzoni

### Quante volte
Testo scritto da Mia Martini e musica di Shel Shapiro (produttore del disco), esso sposta i termini della canzone d'amore, coglie le contraddizioni dei sottili equilibri che facilmente confondono l'amore e l'amicizia, e, non si può mai evitare fino in fondo il rischio di una ambiguità troppo diffusa nel nostro tempo.

### Nuova gente
Testo scritto da Mogol e musica di Gianni Bella, è l'aspetto del rinnovamento, dell'amore non più legato a schemi e abitudini: il saper ricomporre di nuovo sé stessi, dopo essersi spezzati in una dolcissima lotta quotidiana. Nuove emozioni, magari destate solo dall'immaginazione.

### Io appartengo a te
La gelosia condimento indispensabile in ogni piatto d'amore, che può essere esorcizzata solo con l'umorismo. Riconoscerla certo, sapere che esiste e che scava dentro - ma anche impacchettarla e metterla in soffitta, tra capinere e ronde del piacere, tra sentieri nel bosco e kriminalità tzigana, tutto questo caratterizza questo brano, un tango naturalmente, interamente scritto testo e musica di Mia Martini, con una penna inzuppata nell'inchiostro rosso della letteratura d'amore. Tristano ed Isotta, Giulietta e Romeo, e magari anche Paperino e Paperina, infine non dimentichiamoci che gelosia fa rima con ironia.

### Bambolina bambolina
Testo di Mia Martini e musica scritta da Shel Shapiro, è il più inquietante tra i testi scritti da Mimì. Su una melodia sottile ed interiore, si articola un testo dedicato all'umanità, ad una pazza chiusa in un manicomio, la follia rivolta al passato.
(Mia Martini, 1990)

### Guarirò guarirò
Testo e musica scritti entrambi da Mimmo Cavallo, questo brano insieme a Bambolina bambolina rappresentano due brani nei quali sogno e realtà, passato e futuro si confondono in un presente da ridipingere con nuovi colori e nuove emozioni.
Questo brano possiede le potenzialità del futuro, si trasforma in investigazione scientifica, in alchimia da Dr. Jeckyll a Mr. Hyde. Il grande sogno dell'uomo: poter modificare le leggi della vita e del suo sviluppo, potersi allungare ed allargare secondo le esigenze del momento. Si potrebbe inventare la SuperDonna del domani, e salvare il mondo da rapine, incendi, tragedie ecc...

### Stelle
Testo e musica scritti entrambi da Mia Martini, testo con parole che sciolgono il trucco, l'altra faccia di un lavoro che forse è il più bello del mondo ma anche uno dei più spietati Stelle è l'autoritratto, l'autobiografia di Mia Martini del 1982, resa possibile solo da quell'umanità di Shapiro, ha voluto sottolineare e che solo la passione, le sconfitte, il desiderio, e la fantasia rendono possibile.
Mimì disse una volta che scrisse questo brano mentre attendeva un volo alle 5 del mattino all'Aeroporto di Catania, e vide un famoso artista statunitense che faceva premura al suo manager per vedere all'edicola se il suo disco era ancora in classifica!

### Vecchio sole di pietra
Strano per Ivano Fossati scrivere solo la musica di un brano, accompagnato da qualche artista che scriverà il testo, però nel caso di questo brano è possibile. Mia Martini scrive il testo e fa realizzare la sua idea della musica da Ivano Fossati (Mimì affermava che Fossati non doveva mancare mai in un suo disco).
In questo brano possiamo inventare un mondo futuro che possieda aspetti simili ai nostri panorami interiori, è la donna-natura che parla in simbiosi totale con i cicli dell'universo, proiezione sulla terra di grandi forze dell'universo, meteora luminosa fatta di musica.

### Solo noi
Testo e musica scritti entrambi da Maurizio Piccoli, in questo brano quando gli incastri combaciano, tutto diventa più facile: i pensieri vanno a ruota libera, associazioni di sensazioni, i gesti disegnano passioni di sempre, le parole acquistano nuovi significati, basta un fiore tra i capelli una sera.
Ma l'amore è anche paura, il vento freddo che divide due persone, i momenti della fine, l'inevitabile aprirsi agli altri e a se stessi dopo l'ubriacatura in due. C'è quasi la sorpresa di trovarsi a fianco di un corpo diventato estraneo, di seguire nuovi profili, di immaginare nuovi giochi. E allora il passato diventa un bagaglio ingombrante.

### L'equilibrista
È il primo brano in assoluto scritto sia testo che musica da Riccardo Cocciante, ed interpretato naturalmente come tutti i brani di Mimì in una maniera formidabile ed irripetibile.
Lo spettacolo deve andare sempre avanti, anche a rischio della vita, anche quando ogni sera si mette in gioco qualcosa di più di un respiro: la propria libertà. L'equilibrista è sul filo, vicino a Dio e alle stelle, il sogno di immortalità, può sconvolgere la mente. Eppure anche questo è "solo" un lavoro che stanca, fa sudare, rovina le mani.
La ricompensa per l'equilibrista però è grande: l'applauso della folla, il grido entusiasta di un bambino, l'emozione di sentirsi forte e potente anche se nessuno conosce il suo vero volto, troppo lontano lassù, e una volta finita l'esibizione il pubblico dimenticherà anche il suo nome. Tutto questo per lo spettacolo.

## Singoli estratti
- Quante volte/Solo noi
- Bambolina bambolina/Guarirò guarirò

Inizialmente il 45 giri Quante volte/Solo noi fu distribuito in poche migliaia di copie, ma dopo il suo ingresso in hit-parade, la DDD si affrettò a ristamparlo con una copertina differente.

## Formazione
- Mia Martini – voce, cori, vocoder
- Chris Whitten – batteria
- Phil Crahnman – basso
- Maurizio Preti – percussioni
- Aldo Banfi – sintetizzatore
- Giorgio Cocilovo – chitarra
- Allen Bick – basso
- Karl Wallinger – tastiera
- Claudio Bazzari – chitarra acustica, chitarra elettrica, slide guitar
- Jeremy Meek – basso
- Andrea Tosi – fisarmonica
- Shel Shapiro – chitarra a 12 corde, vocoder, chitarra acustica
- Gigi Cappellotto – basso
- Rosangela Bonardi – arpa
- Franco Feruglio – contrabbasso
- Lucio Fabbri – violino
- Gianni Berlendis – violino
- Renato Riccio – violino
- Dante Barzanò – violoncello
- Claudio Pascoli – sax
- Bruno De Filippi – armonica
- Vasco Vacchi – fagotto
- Lella Esposito, Naimy Hackett – cori

## Arrangiamenti e orchestra d'archi
- Arrangiamenti: Shel Shapiro
- Arrangiamento archi: da Shel Shapiro e Gianni Berlendis;
- Direzione d'orchestra: Franco Orlandini;
- Consulenza d'orchestra: Mario De Monte;
- Orchestra d'archi: di Gianni Berlendis;

## Crediti
- Registrato: al "Coral Studio": Stone Castle Studios di Carimate da Ruggero Penazzo con l'assistenza di Daniele Falconi, nei mesi di maggio/giugno/luglio 1982;
- Mixato: da Ruggero Penazzo e Shel Shapiro al "Coral Studio" con Melquist computer;
- Studi: "Coral", "Stone Castle" Maggio-Luglio 1982
- Tecnici del suono: Ruggero Penazzo con l'assistenza di Daniele Falconi
- Trasferimento su disco: Piero Mannucci (Rca, Roma)
- Fotografie: Mauro Balletti
- Trucco: Stefano Anselmi
- Grafica: Luciano Tallarini

## Ringraziamenti
Ringrazio: Shel, le sue tenere Mariolindi's e la sua barba geniale. Ruggero, per i suoi incensi d'Oriente. Hare Krishna, per le sue barchette di riso. Daniela, Anna, Elena, per la loro assistenza morale profumata di caffè. Lu Carossi per l'assistenza tecnica e l'amore che invano ha tentato di infonderci per la sua gloriosa causa (il trionfo assoluto della teoria sulla pratica!). Il Professore, Virginia, Milly, Roberto, per la loro assistenza letteraria. I nostri gentili castellani, Lando Lanni Della Quara, Antonio Casetta. Tutti i musicisti e gli autori, per avermi regalato un po' di fantasia. L'inventore dell'apricastello, Luciano Tallarini, Mauro Balletti, Stefano Anselmo, Tiziano Borciani, Gino Sgarbi e tutto lo staff grafico di Tallarini, per aver colorato il mio viaggio con i loro pennelli fatati. La strega buona di Gallarate. Il caro, vecchio, cattivo fantasma del castello. Questo disco è dedicato a mio padre.